# Place Rosetti (Bucarest)
 (décembre 2023).
Si vous disposez d'ouvrages ou d'articles de référence ou si vous connaissez des sites web de qualité traitant du thème abordé ici, merci de compléter l'article en donnant les références utiles à sa vérifiabilité et en les liant à la section « Notes et références ».
La place Rosetti (en roumain : Piața Rosetti) est une place du secteur 2 de Bucarest.

## Nom
La place porte le nom de Constantin Alexandru Rosetti (1816-1885), homme politique qui a participé à la Révolution roumaine de 1848.

## Situation
Elle est située entre les places du 21 décembre 1989 et Pache Protopopescu, à l'intersection du boulevard Carol Ier et des rues Vasile Lascăr, Dianei et R. Cristian.

## Histoire
La place est créée en 1888, au cours de la réalisation d'un vaste plan d'aménagement sous le mandat du maire Pache Protopopescu.

## Monument

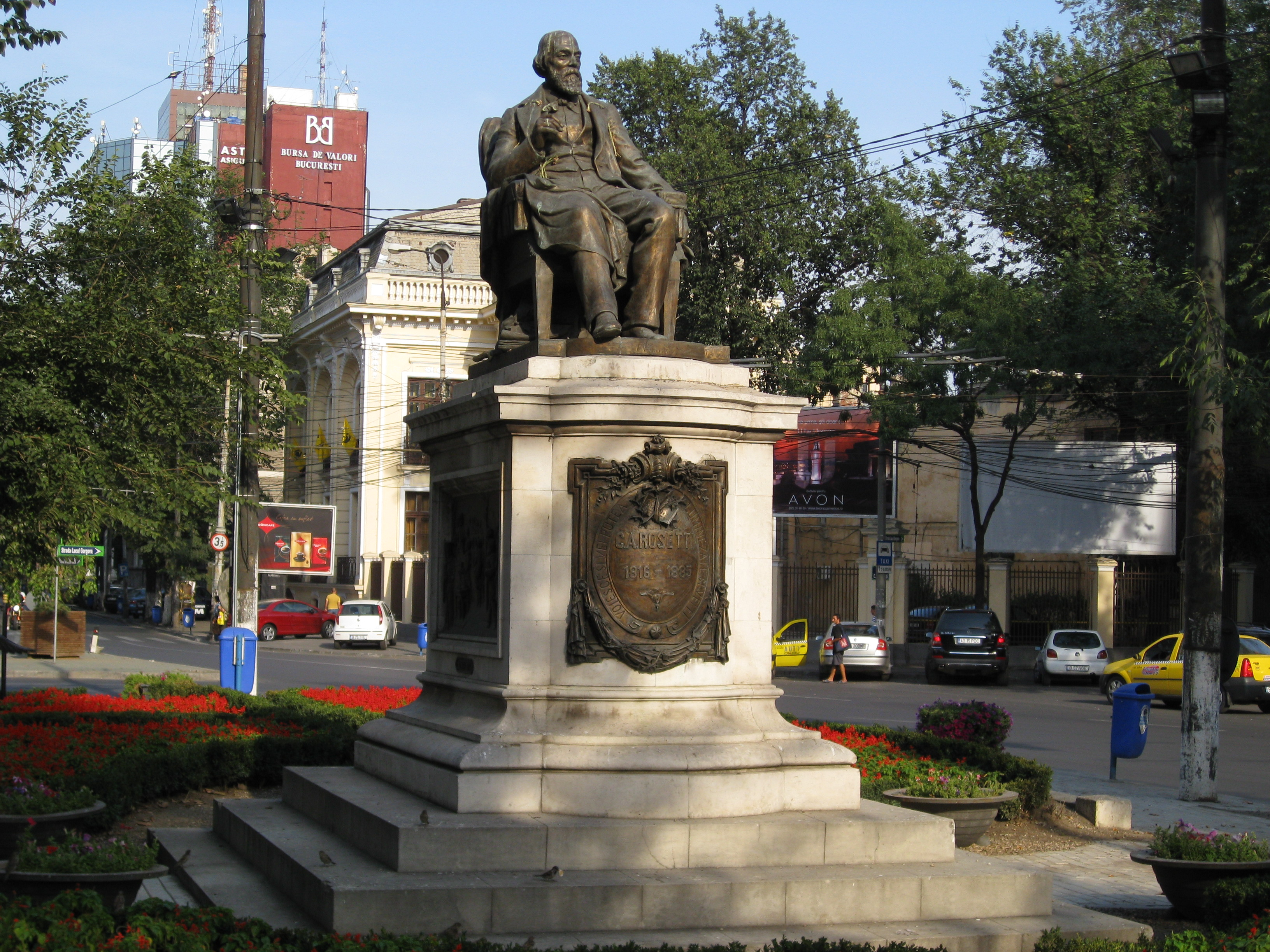
Monument en l'honneur de Rosetti

Au milieu de la place, s'élève un monument en l'honneur de Constantin Alexandru Rosetti, représenté assis sur une chaise dans une attitude de méditation. La statue, créée par Wladimir Hegel, est fondue en 1902 et inaugurée le 20 avril 1903.